# Hascheck
Hascheck ili Hašek (Hrvatski akademski spelling checker) je besplatan hrvatski internetski preglednik pravopisa. Od srpnja 2016. mijenja naziv i adresu u Ispravi.me. Program su razvili znanstvenici s Fakulteta elektrotehnike i računarstva u Zagrebu. Dostupan je pregled pravopisa tekstova pisanih na hrvatskom i na engleskom jeziku.

## O projektu
Hascheck je jedna od najstarijih internetskih usluga u Hrvatskoj. Kao javna i besplatna usluga pravopisne provjere teksta pisanog hrvatskim jezikom koristi se od proljeća 1994. godine do danas.
Hascheckova rječnička baza organizirana je u tri dijela koja čine hrvatski općejezični fond, hrvatski imenski fond
te engleski općejezični fond. Rječnička baza Haschecka nije statična, već se mijenja ovisno o novim obradama tekstova.
U pozadini usluge pravopisne provjere djeluje sustav koji uči nove riječi iz tekstova pristiglih na obradu. Radi očuvanja visoke čistoće rječničke baze učenje novih riječi se nadgleda.
Hascheck je obradio korpus koji premašuje 100 milijuna riječi-pojavnica te raspolaže s rječničkom bazom s više od milijun riječi-različnica koje sve imaju potvrdu u tekstovima pisanim hrvatskim jezikom.
Svoje znanje Hascheck temelji i na brojnim obrađenim leksikografskim djelima, primjerice poput dvotomnog Hrvatskog leksikona.
Nudi mogućnost provjere .pdf, .doc i .txt datoteka manjih od 150 kb, web-stranica te izravan unos teksta u polje za provjeru. Pri dnu polja za provjeru, na statusnoj liniji se ubrzo nakon klika na tab "Pronađi pogreške" pojavljuje broj pogrešaka, dok u tekstu kojeg provjeravamo riječi s pogreškama postaju označene različitim bojama te se korisniku pravopisnog preglednika nude riječi koje bi mogle stajati umjesto označene pogrešne riječi.
Hascheck ima dugogodišnji trend porasta opsega prometa od približno 10% mjesečno.
Krajem studenog 2016. godine, usluga je promijenila naziv u Ispravi.me, a promijenjeno je i korisničko sučelje.

## Autori Haschecka
Hascheck su razvili znanstvenici s FER-a: dr. sc. Šandor Dembitz koji je izgradio jezgreno rješenje spelling checkera, dr. sc. Gordan Gledec koji je izradio web-sučelje i Hrvoje Miholić koji je autor sučelja izbornika s ispravcima.

## Vanjske poveznice
- Ispravi.me - powered by Hrvatski akademski spelling checker, © 1991. – 2016., FER
- Legendarni Hašek postao Ispravi.me za još bolje i brže ispravljanje pravopisnih greški, Netokracija.com, 29. studenoga 2016.